# Старобельская мебельная фабрика
Старобельская мебельная фабрика - промышленное предприятие в городе Старобельск Старобельского района Луганской области Украины.

## История
Старобельская мебельная фабрика была создана в 1961 году в соответствии с семилетним планом развития народного хозяйства СССР на базе ранее существовавшей производственной артели. В первые годы предприятие специализировалось на выпуске кухонной мебели.
В целом, в советское время мебельная фабрика входила в число ведущих предприятий города.
После провозглашения независимости Украины государственное предприятие было преобразовано в закрытое акционерное общество и переориентировалось на выпуск корпусной и мягкой мебели.